# コーラスたい♪ 〜彼女たちのキセキ〜
『コーラスたい♪ 〜彼女たちのキセキ〜』（コーラスたい かのじょたちのキセキ）は、2007年に公開された日本映画である。仙台が舞台となっている。上映時間は95分。

## 出演
- 水谷妃里
- 大西麻恵
- 大蔵淳子
- 吉岡あや
- 南明奈
- 岩井七世
- 金井アヤ
- 石井明日香
- 吉田有希
- 中尾祐之
- 中川貴志（ランディーズ）
- 篠原ともえ（特別出演）
- 松本英子（特別出演）

## 制作スタッフ
- 監督・脚本：関顕嗣
- 音楽：宮崎道
- 企画：佐藤敦志
- 企画・原案：井上克也
- 製作：『コーラスたい♪〜彼女たちのキセキ〜』製作委員会（クリエイティブビジョン、エーライツ）
- 制作プロダクション：クリエイティブビジョン
- 制作協力：クラウドナイン
- 配給協力：シネマフレンズ

主題歌
- 『フワフワな午後』ZuTTO（篠原ともえ & 松本英子）

挿入歌
- 『フルカラー』『道標』『TIME』STGM